# Вільям Серва
Вільям Серва (фр. William Servat 9 грудня, 1978 у містечку Сен-Годан, Франція). Гак (англ. talonneur) національної збірної Франції з регбі та гравець клубу «Тулуза», що виступає в Національній Лізі Франції — «Топ-14» .